# Kamienica przy ul. Zamkowej 16 w Sanoku
Kamienica przy ul. Zamkowej 16 w Sanoku – budynek położony przy ulicy Zamkowej 16 w Sanoku.
Budynek został wybudowany na początku XX wieku, w zamierzeniu jako plebania greckokatolickiej parafii Zesłania Ducha Świętego. Dokumentacja została przygotowana w 1904, a budowa została rozpoczęta wiosną 1905 i trwała w kolejnych latach (w 1907 obiekt nie posiadał jeszcze zadaszenia). Wsparcia finansowego udzieliły: Skarb Państwa (patron inwestycji), parafianie, Fabryka Wagonów, gmina Sanok, Powiatowe Towarzystwo Zaliczkowe, organizacje ukraińskie i inne podmioty. Inwestorów pozyskiwał ówczesny proboszcz Omelan Konstantynowycz.
Po 1931 Konstantynowycz przekazał pomieszczenia budynku na cele działalności Towarzystwa Muzealnego Łemkowszczyzna w Sanoku. 
Budynek posiada dwie kondygnacje i podpiwniczenie.
W okresie PRL do 1986 w budynku mieścił się internat sanockich szkół ekonomicznych przy tej ulicy (drugim był budynek nr 16). W latach 60. zamieszkiwał tam ks. Jan Lewiarz.
Obecnie siedziba parafii Świętej Trójcy w Sanoku Polskiego Autokefalicznego Kościoła Prawosławnego.
Budynek został wpisany do rejestru zabytków (1987) oraz do gminnej ewidencji zabytków miasta Sanoka.
Pod adresem ul. Zamkowej 16 został ustanowiony pomnik przyrody: jesion wyniosły.